# Simon Thern
Simon Thern (* 18. September 1992 in Värnamo) ist ein schwedischer Fußballspieler. Der Mittelfeldspieler ist ehemaliger Nationalspieler und gewann 2011 mit Helsingborgs IF das Double sowie 2013 und 2014 mit Malmö FF jeweils den Meistertitel. Er ist der Sohn des ehemaligen Nationalspielers Jonas Thern.

## Werdegang

### Karrierebeginn, Erstligadebüt und Doublegewinn
Thern begann mit dem Fußballspielen bei IFK Värnamo. Für den Klub debütierte er im Laufe der Drittliga-Spielzeit 2008 in der Division 1 im Erwachsenenfußball und etablierte sich in der Folge im Kader der Wettkampfmannschaft. Damit machte er einerseits die Verantwortlichen des Svenska Fotbollförbundet, die ihn 2009 in die U-17-Auswahl beriefen, und andererseits höherklassig auf sich aufmerksam.
Im März 2010 unterzeichnete Thern einen bis Ende 2013 gültigen Vertrag beim Erstligisten Helsingborgs IF, der ihn jedoch direkt wieder zur weiteren Entwicklung an den Kooperationspartner IFK Värnamo abgab. Mit seinem Vater als Trainer stieg die Mannschaft am Ende der Drittliga-Spielzeit 2010 in die zweitklassige Superettan auf. Zur Erstliga-Spielzeit 2011 stieß er zu Helsingborgs IF. An der Seite von Erik Sundin, May Mahlangu und Mattias Lindström debütierte er im April in der Allsvenskan und erkämpfte sich im Saisonverlauf einen Stammplatz. Auch in den Kader der von Håkan Ericson trainierten schwedischen U-21-Auswahl spielte er sich, beim 3:0-Erfolg über die niederländische U-21-Auswahl im August des Jahres debütierte er als Einwechselspieler für den zweifachen Torschützen John Guidetti. Insgesamt bestritt er bis zum Saisonende 23 Ligapartien und erzielte dabei zwei Tore. Somit war er entscheidend am Gewinn des Lennart-Johansson-Pokals für den schwedischen Landesmeister beteiligt. Eine Woche nach Saisonende traf der Klub im Endspiel um den Svenska Cupen auf Kalmar FF. Beim 3:1-Erfolg war Thern lediglich Ersatzspieler, Trainer Conny Karlsson beließ ihn ohne Spieleinsatz.

### Zwei weitere Meistertitel, Champions-League-Erfahrung und Wechsel ins Ausland
Kurz vor Weihnachten 2011 vermeldete der Liga- und Regionalrivale Malmö FF die Verpflichtung Therns ab Januar 2012, der unterzeichnete Vertrag ist bis Ende 2014 gültig. Wenige Tage später berief ihn Nationaltrainer Erik Hamrén gemeinsam mit dem ebenfalls von Malmö FF neu verpflichteten Erik Friberg als Ersatz für die ausgefallenen Ivo Pękalski und Mathias Ranégie in den Kader der A-Nationalmannschaft für eine Januartournee nach Asien. Beim 5:0-Erfolg über die Nationalmannschaft Katars am 23. Januar 2012 debütierte er als Einwechselspieler für Viktor Claesson ab der 63. Spielminute und erzielte das Tor zur zwischenzeitlichen 4:0-Führung. In der anschließenden Spielzeit war er über weite Strecken Stammspieler im Mittelfeld von Malmö FF und gewann mit dem Klub in der Spielzeit 2013 den schwedischen Meistertitel, zu dem er mit vier Saisontoren beigetragen hatte. In einer von Verletzungen überschatteten folgenden Spielzeit erreichte er an der Seite von Markus Rosenberg, Isaac Kiese Thelin, Emil Forsberg, Ricardinho und Pa Konate erstmals in der Vereinsgeschichte die Gruppenphase der UEFA Champions League, in der der Klub als Gruppenletzter ausschied. Am Ende des Jahres verteidigte er mit der Mannschaft den Meistertitel, zu dem er mit zwei Saisontoren in 14 Ligaspielen beigetragen hatte.
Im Dezember 2014 einigten sich Malmö FF und der niederländische Klub SC Heerenveen über einen Wechsel Therns zum Jahreswechsel. Im Februar 2017 wurde Thern für den Rest der Saison an den AIK Solna ausgeliehen. Im Januar 2018 folgte dann der Wechsel zum IFK Norrköping.
Mitte Februar 2021 wechselte er zur neuen Saison zum Ligakonkurrenten IFK Göteborg und unterschrieb dort einen Vertrag mit drei Jahren Laufzeit. Im März 2023 kehrte er zu seinem Jugendverein und Ligakonkurrenten IFK Värnamo zurück.

## Erfolge
Helsingborgs IF
- Schwedischer Meister: 2011
- Schwedischer Pokalsieger: 2011
- Schwedischer Supercupsieger: 2011

Malmö FF
- Schwedischer Meister: 2013, 2014
- Schwedischer Supercupsieger: 2013, 2014